# Stig Stenholm
Stig Torsten Stenholm, född 26 februari 1939 i Uleåborg, död 30 september 2017 i Esbo, var en finländsk fysiker.
Stenholm var 1992–1997 särskild forskningsprofessor vid Finlands akademi. Han blev 1997 professor i laserfysik och kvantoptik vid Kungliga Tekniska högskolan, numera professor emeritus. Han är sedan 1978 ledamot av Finska Vetenskaps-Societeten och sedan 1999 utländsk ledamot av Vetenskapsakademien, invald i klass III.